# Семиниченко, Ольга Фёдоровна
Ольга Фёдоровна Семиниченко (Сидоренко) (1927 — 2018) — советский передовик производства в сельском хозяйстве. Герой Социалистического Труда (1948).

## Биография
Родилась 1 декабря 1927 года в станице Рязанской Белореченского района, Краснодарского Края в крестьянской семье.
Родители умерли в 1933 году и её взял на воспитание родной брат отца Сидоренко Семён Данилович. В 1941 году она успела закончить четыре класса и после начала Великой Отечественной войны начала работать в колхозе имени Войкова Рязанского района в табаководческой и полеводческой бригадах.
С 1945 года после окончания войны О. Ф. Семиниченко возглавила комсомольско-молодёжное звено по выращиванию зерновых. В 1947 году она со своим звеном получила наивысший урожай по району — 30.35 центнера с гектара на площади 11.4 га.
6 мая 1948 года Указом Президиума Верховного Совета СССР «за достигнутые успехи в получении высоких урожая пшеницы и кукурузы в 1947 году» Ольга Фёдоровна Семиниченко была удостоена звания Героя Социалистического Труда с вручением Ордена Ленина и золотой медали «Серп и Молот».
Умерла 30 августа 2018 года станице Рязанской.

## Награды
- Медаль «Серп и Молот» (6.05.1948)
- Орден Ленина (6.05.1948)
- Медаль «За доблестный труд в Великой Отечественной войне 1941—1945 гг.»
- «Заслуженный работник сельского хозяйства Кубани» (1993)